# Велёпольский, Ян (ум. 1668)
Ян Велёпольский (ок. 1605—1668) — государственный деятель Речи Посполитой, дворянин королевский (1635), администратор Бохненских жуп (1649), каштелян войницкий (1655), воевода краковский (1667—1668), староста бечский, варшавский, бохненский, новотарский. Граф Священной Римской империи (с 29 ноября 1656 года).

## Биография
Представитель польского шляхетского рода Велёпольских герба «Старыконь». Сын подкомория краковского и старосты бохненского Каспера Велёпольского (ум. 1636) и Эльжбеты Брониевской.
В 1635 году Ян Велёпольский упоминается в звании королевского дворянина. В 1649 году был назначен администратором Бохненских жуп. В 1655 году получил должность каштеляна войницкого.
В 1656 году получил титул графа от императора Священной Римской империи Фердинанда III.
В 1648 году на элекционном сейме поддержал кандидатуру Яна II Казимира Вазы на польский королевский престол.
В 1667-1668 годах — воевода краковский. Также был старостой бечским, варшавским, бохненским и новотарским.
Был похоронен в костёле Святой Анны в Варшаве, в котором он был главным учредителем.

## Семья и дети
С 1649 года женат на Софии Кохановской, дочери Яна Кохановского, от брака с которой имел сына:
- Ян Велёпольский (1630—1688), генеральный староста краковский (1667), подканцлер коронный (1677—1678), канцлер великий коронный (1678—1688).